# معدات الحصار الرومانية
معدات الحصار الرومانية كانت في معظمها مقتبسة من تقنية الحصار الهلنستية. بُذلت جهود صغيرة نسبيًا لتطوير تلك التقنية؛ ومع ذلك فقد استحدث الرومان أسلوبًا جريئًا في حرب الحصار، وذلك جعلهم ينجحون بشكل متكرر. وحتى القرن الأول قبل الميلاد، استخدم الرومان أسلحة الحصار فقط بالشكل المطلوب، واعتمدوا في الغالب على السلالم والأبراج والمدق لمهاجمة المدن المحصنة. واستخدموا العرادة أيضًا، لكنها لم تحتل مكانًا دائمًا ضمن قائمة الفيلق حتى وقت لاحق في الجمهورية، وكانت تستخدم بشكل متحفظ. اهتم يوليوس قيصر كثيرًا بدمج معدات الحصار المتقدمة، وتنظيم استخدامها لتحقيق الكفاءة المثلى في ساحة المعركة.

## كتيبة الهندسة في الجيش
لتسهيل هذا التنظيم وتحقيق الاكتفاء الذاتي للجيش، جرى تطوير كتيبة هندسية. تحت قيادة ضابط المهندسين، أو بريفكتوس فابروم، وجرت الإشارة إليه في جيوش الجمهورية المتأخرة، لكن هذا المنصب لا يمكن التأكد من وجوده في جميع السجلات، وربما كان ببساطة مستشارًا عسكريًا في الطاقم الشخصي للضابط القائد. وقد كان هناك مهندسون معماريون (لم تُعرف رتبتهم حتى الآن)، كانوا مسؤولين عن بناء معدات الحرب، ومن واجباتهم أيضًا ضمان أن جميع هياكل المدفعية في الميدان كانت مستوية. أما ضمان أن الإنشاءات مستوية فكان مهمة الليبرتور، الذين كانوا يطلقون المقذوفات أيضًا (في بعض الأحيان) أثناء المعركة (لو بوهيك 1994: 52). كانت الكتيبة الهندسية مسؤولة عن الإنشاءات الضخمة، وكثيرًا ما كانت تصنع معدات المدفعية والحصار مسبقًا لتسهيل نقلها.

## سلاح المدفعية
كانت المدفعية الرومانية فعالة للغاية في ذلك الوقت، وخلال الحصار كان الرومان يهاجمون أضعف منطقة في دفاعات أعدائهم ويحاولون اختراق الجدران في تلك المرحلة. ولدعم هذا الجهد تبدأ نيران المدفعية، بثلاثة أهداف رئيسية: إلحاق الضرر بالدفاعات، وسقوط ضحايا في صفوف الجيش المقابل، وفقدان معنويات العدو. وكانت توفر غطاء ناريًا للقوات التي تبني ممرات الحصار أو القوات الموجودة في أبراج الحصار. وكانت هناك آلات تسمى تورمينتا، والتي تُطلق مقذوفات (أحيانًا حارقة) مثل الرمح أو السهام أو الصخور أو الحزم. كانت هذه المعدات محمولة على منصات بعجلات لمتابعة تقدم الخط. وجميعها «تستند إلى مبدأ فيزيائي: تُدخل عتلة في خصلة من شعر الخيل المجدول لزيادة الالتواء، وعندما يجري تحرير الذراع، يُطلق قدر كبير من الطاقة». قيل لاحقًا أن الوتر، بدلًا من الشعر المجدول، يوفر «اندفاعًا» أفضل. كانت هذه الأسلحة عبارة عن معدات تتطلب صيانة عالية، وعرضة لتأثر جلودها أو الأوتار أو خيوط القنب بالرطوبة أو حتى البلل، ما يجعلها تتراخى وتفقد الشد، لتصبح الآلة عديمة الفائدة.
من الصعب إلى حد ما تحديد المدفعية الرومانية ووصفها بوضوح، إذ يسهل الخلط بين الأسماء ولا يزال المؤرخون لا يتفقون على جميع التعاريف. ولعل أشهرها العرادة، والمرجام، والعقرب.

### العرادة
بعد استيعاب دول المدن اليونانية القديمة في الجمهورية الرومانية عام 146 قبل الميلاد، بدأت بعض التقنيات اليونانية المتقدمة بالانتشار عبر العديد من مناطق النفوذ الروماني. وشمل ذلك التقدم العسكري المفيد الذي حققه الإغريق (وعلى الأخص من قبل ديونيسوس من سيراكيوز)، بالإضافة إلى جميع التطورات العلمية والرياضية والسياسية والفنية.
«ورث» الرومان العرادة التي تعمل عن طريق الالتواء، والتي انتشرت إلى عدة مدن حول البحر الأبيض المتوسط ، لتصبح تلك المدن جميعها غنائم رومانية حربية في الوقت لاحق، بما في ذلك مدينة بيرغامون، والتي جرى تصويرها بين كومة من الأسلحة التي غنموها على سور حجري.
كانت العرادة الملتوية، التي طورها الإسكندر، سلاحًا أكثر تعقيدًا بكثير من سابقتها، وقد طورها الرومان أكثر.
يصف فيتروفيو في مجموعته دي أركيتيتورا، الكتاب الخامس، بناء وضبط العرادة.